# Кормаја (Бистрица-Насауд)
Кормаја (рум. Cormaia) насеље је у Румунији у округу Бистрица-Насауд. Oпштина се налази на надморској висини од 456 m.

## Становништво
Према подацима из 2002. године у насељу је живело 822 становника, од којих су сви румунске националности.